# Macrolabis podagrariae
Macrolabis podagrariae är en tvåvingeart som beskrevs av Stelter 1962. Macrolabis podagrariae ingår i släktet Macrolabis och familjen gallmyggor. Inga underarter finns listade i Catalogue of Life.